# Deutschland-klass (kryssare)
Deutschland-klass var en fartygsklass av tunga kryssare som byggdes för Reichsmarine 1931–33, klassen ingick i en fartygstyp som kom att kallas fickslagskepp. Under tillkomsttiden begränsades storleken och artillerikalibern för tyska örlogsfartyg av bestämmelser i freden i Versailles. Storleken fick vara högst 10 000 ton och artillerikalibern maximalt 28 cm, dessa specifikationer motsvarade den svenska Sverige-klassen.
Efter andra världskriget blev det dock känt att tyskarna tänjt ut gränsen för tonnaget så att ett fullt utrustat fickslagskepp hade ett deplacement av 16 000 ton. Huvudbestyckningen på ett sådant skepp bestod av sex stycken 28 cm kanoner.
Tyskarna kallade dem först för "pansarskepp" (Panzerschiff) och 1940 ändrades definitionen till tung kryssare (Schwerer Kreuzer). Det var britterna som myntade begreppet fickslagskepp.
Totalt byggdes tre fartyg:
- Deutschland (senare ändrat till Lützow),
- Admiral Graf Spee
- Admiral Scheer

## Beväpning
När fartygen byggdes så fick de tre 8,8 cm SK L/45 som luftvärn, dessa byttes 1935 ut mot sex stycken 8,8 cm SK C/31. Amiral Graf Spee och Deutschland var ombeväpnades 1938 och 1940, respektive, med sex 10,5 cm SK C/33 kanoner, fyra 3,7 cm SK C/30 kanoner och initialt tio 2 cm Flak kanoner-det var antalet 2 cm kanoner på Deutschland ökade småningom till 28. Admiral Scheer hade ombeväpnades med 1945 med sex 4 cm kanoner, åtta 3,7 cm kanoner, och trettiotre 2 cm kanoner.